# Тьонвиль (кантон)
Тьонви́ль (фр. Canton de Thionville) — кантон на северо-востоке Франции в регионе Эльзас — Шампань — Арденны — Лотарингия, департамент Мозель, округ Тьонвиль. Впервые кантон образован 22 марта 2015 года в качестве административного центра для коммуны Тервиль и части города Тьонвиль.

## История
Кантон Тьонвиль — новая единица административно-территориального деления Франции (департамент Мозель, округ Тьонвиль), созданная декретом от 18 февраля 2014 года. Новая норма административного деления вступила в силу на первых региональных (территориальных) выборах (новый тип выборов во Франции). Таким образом, единые территориальные выборы заменяют два вида голосования, существовавших до сих пор: региональные выборы и кантональные выборы (выборы генеральных советников). Первые выборы такого типа, на которых избирают одновременно и региональных советников (членов парламентов французских регионов) и генеральных советников (членов парламентов французских департаментов) состоялись в городе Тьонвиль 22 марта 2015 года. Эта дата официально считается датой создания нового кантона. Начиная с этих выборов, советники избираются по смешанной системе (мажоритарной и пропорциональной). Избиратели каждого кантона выбирают Совет департамента (новое название генерального Совета): двух советников разного пола. Этот новый механизм голосования потребовал перераспределения коммун по кантонам, количество которых в департаменте уменьшилось вдвое с округлением итоговой величины вверх до нечётного числа в соответствии с условиями минимального порога, определённого статьёй 4 закона от 17 мая 2013 года. В результате пересмотра общее количество кантонов департамента Мозель в 2015 году уменьшилось с 51-го до 27-ти.
Советники департаментов избираются сроком на 6 лет. Выборы территориальных и генеральных советников проводят по смешанной системе: 80 % мест распределяется по мажоритарной системе и 20 % — по пропорциональной системе на основе списка департаментов. В соответствии с действующей во Франции избирательной системой для победы на выборах кандидату в первом туре необходимо получить абсолютное большинство голосов (то есть больше половины голосов из числа не менее 25 % зарегистрированных избирателей). В случае, когда по результатам первого тура ни один кандидат не набирает абсолютного большинства голосов, проводится второй тур голосования. К участию во втором туре допускаются только те кандидаты, которые в первом туре получили поддержку не менее 12,5 % от зарегистрированных и проголосовавших «за» избирателей. При этом для победы во втором туре выборов достаточно простого большинства (побеждает кандидат, набравший наибольшее число голосов).

## Состав кантона
Новый кантон в составе округа Тьонвиль сформирован 22 марта 2015 года в связи с ликвидацией кантонов Тьонвиль-Уэст и Тьонвиль-Эст. По данным INSEE, кантон Тьонвиль включает в себя 1 коммуну (Тервиль) и часть города Тьонвиль, площадь кантона — 3,83 км², численность населения — 46 698 человек (2013), плотность населения — 12 192,69 чел/км².
| Код INSEE | Коммуна  | Французское название | Почтовый индекс | Площадь, км² | Население (2012) | Плотность, чел/км² |
| --------- | -------- | -------------------- | --------------- | ------------ | ---------------- | ------------------ |
| 57666     | Тервиль  | Terville             | 57180           | 3,83         | 6619             | 1728               |
| 57672     | Тьонвиль | Thionville           | 57100           | часть        | часть            |                    |